# Doederleinia gracilispinis
Doederleinia gracilispinis är en fiskart som först beskrevs av Fowler, 1943.  Doederleinia gracilispinis ingår i släktet Doederleinia och familjen Acropomatidae. Inga underarter finns listade i Catalogue of Life.